# Kezdő krónikás
A Kezdő krónikás (hangul: 신입사관 구해령, Sinipszagvan Ku Herjong, RR: Sinibsagwan Gu Haeryeong; angol címén Rookie Historian Goo Hae-ryeung) 2019-ben bemutatott dél-koreai történelmi dorama Sin Szegjong (Shin Se-kgyeong) és Csha Unu (Cha Eun-woo) főszereplésével, melyet az MBC csatorna vetített. Magyarországon a Netflix kínálatában érhető el magyar felirattal.

## Cselekmény
A csoszon (joseon)i társadalomban a nők helyzete igencsak korlátozott, gyakorlatilag semmit nem tehetnek, hivatalosan még csak nem is tanulhatnak írni, olvasni sem, mivel az iskolákban csak férfiakat oktatnak. Az előkelő hölgyeket otthonukban megtanítják írni és olvasni, de a nők többsége nem tudja olvasni a handzsa (hanja) írásjegyeket, csak a hangult. Ebbe a világba születik az öntudatos és tanulni szerető Herjong (Haeryeong), akinek apja nyugati stílusú iskolát vezetett és a lány itt megismerkedett a nyugati tudományokkal is. Apja halálát követően annak egy barátja veszi magához és neveli fel, a lány pedig gazdag hölgyeknek tart felolvasásokat, ám rendre kirúgják, mert a népszerű romantikus ponyvaregények helyett boldog végkifejlettel nem rendelkező nyugati regényeket (például Az ifjú Werther szenvedéseit) olvassa fel.  
Ugyanekkor I Rim (Yi Rim) herceg, akit a király a palota egy eldugott zugába száműzött, azzal mulatja az idejét, hogy Mehva (Maehwa) „Szilvavirág” álnév alatt romantikus ponyvaregényeket ír, melyek az egész fővárosban olyan népszerűek, hogy azonnal elkapkodják a nők. A herceg személyesen megy el a fővárosi könyvesboltba álruhában, hogy lássa a keresletet, és ott összefut Herjong (Haeryeong)gal, aki mit sem sejtve a férfi kilétéről pocskondiázza a számára unalmas regényt. 
A palotában közben folyik az intrika, a második miniszter mindent elkövet, hogy kémkedjen a régensként uralkodó koronaherceg, Rim bátyja, valamint az özvegy anyakirályné után, ezért az udvar ráveszi a koronaherceget, hogy az ország történelmében először női krónikásokat vegyen fel az udvarba, mivel a királyné lakrészébe férfi krónikások nem léphetnek be. A koronahercegnek muszáj meghajolnia a politikai nyomás alatt, de feltételül szabja, hogy a nőknek is át kell menniük a tisztviselői vizsgán, ami azonnal kiszór rengeteg nőt, akik nem tudnak kínai írásjegyeket írni és olvasni. A vizsgán végül négy nő megy át, köztük Herjong (Haeryeong) is. A palotában a patriarchális társadalomhoz szokott tisztviselők nem fogadják szívesen a lenézett, alacsonyabb rendűnek tartott nőket, folyamatosan zaklatják, kinevetik és elgáncsolják őket, ahol csak lehet.
Miközben a palotában Rim és Herjong (Haeryeong) egymásba szeret, a magas rangú miniszterek manipulálják a királyt és az udvart, és megpróbálják eltitkolni a múltat, akár gyilkolással is. Merthogy a trón valódi örököse nem más lenne, mint Rim, az előző király fia. A herceg nem emlékszik a múltjára, apjának véli a jelenlegi királyt és nem érti, hogy az miért gyűlöli őt.

## Szereplők
- Sin Szegjong (Shin Se-kgyeong) mint Ku Herjong (Gu Haeryeong)
- Csha Unu (Cha Eun-woo) mint I Rim (Yi Rim) herceg
- Pak Kiung (Park Ki-woong) mint I Dzsin (Yi Jin) koronaherceg
- Cshö Dongmun (Choe Deok-mun) mint Min Ikphjong (Min Ik-pyeong), második miniszter
- Szong Dzsiru (Seong Ji-ru) mint Ho Szambo (Heo Sam-bo), eunuch

## Gyártás
A sorozat teljes költségvetését, mely 13 milliárd vont tett ki, a Netflix állta.